# کو یونگ هوی
کو یونگ هوی ( Chosŏn'gŭl: 고용희;تلفظ کره‌ای: [ko̞.jo̞ŋ.βwi]; ۲۶ ژوئن ۱۹۵۲- ۱۳ اوت ۲۰۰۴) همسر رهبر سابق کره شمالی ، کیم جونگ ایل و مادر جانشین او، کیم جونگ اون بود. در کره شمالی از او فقط با عناوینی مانند "مادر محترم"، رفیق فرمانده، "مادر پیونگ یانگ" و "مادر بزرگ" نام برده می شود. 

## زندگینامه
وی متولد شهر ایکونو، اوساکا ، ژاپن،  تاریخ تولد کو و نام ژاپنی در سوابق رسمی ژاپن به ترتیب ۲۶ ژوئن ۱۹۵۲ و تاکادا هیمه (高田姫) است. پدرش، کو گیون‌تک، در یک کارخانه خیاطی که توسط وزارت جنگ ژاپن اداره می‌شد، کار می‌کرد، که از نسل شانزدهم مقام محقق چوسان، گو دوک جونگ بود. او به همراه خانواده اش در ماه مه ۱۹۶۱ یا ۱۹۵۲ به عنوان بخشی از برنامه بازگشت به کشورش به کره شمالی نقل مکان کردند.  در اوایل دهه ۱۹۷۰، او به عنوان رقصنده برای گروهی هنری در پیونگ یانگ شروع به کار کرد.  به گفته سرویس اطلاعات ملی کره جنوبی، خواهر کوچکتر او کو یونگ سوک، زمانی که در آنجا زندگی می کرد و در دوران مدرسه از کیم جونگ اون نگهداری می کرد، از سفارت ایالات متحده در برن ، سوئیس درخواست پناهندگی کرد. مقامات آمریکایی خروج کو یونگ سوک از کشور را بدون مشورت با مقامات کره جنوبی ترتیب دادند.
گمان می رود که کو و کیم جونگ ایل برای اولین بار در سال ۱۹۷۲ همدیگر را دیده باشند در سال ۱۹۸۱، کو صاحب پسری به نام کیم جونگ چول شد که اولین فرزند او از کیم بود. این چهارمین فرزند کیم بود، پس از دختر کیم هی-گیونگ (متولد ۱۹۶۸ از هونگ ایل چون)، پسر کیم جونگ نام (متولد ۱۹۷۱ از سونگ هی ریم)، و دختر کیم سول سونگ (متولد ۱۹۷۴ از کیم یانگ سوک). دومین فرزند کیم جونگ ایل از کو، رهبر کنونی کره شمالی ، کیم جونگ اون ، یک تا سه سال پس از جونگ چول دنبال شد. سومین فرزند آنها، کیم یو جونگ
در ۲۷ اوت ۲۰۰۴، منابع مختلف گزارش دادند که او در پاریس بر اثر یک بیماری نامشخص، احتمالاً سرطان سینه، درگذشت.  با این حال، گزارش دیگری وجود دارد، مبنی بر اینکه او در بهار ۲۰۰۴ در پاریس تحت معالجه قرار گرفت و به پیونگ یانگ بازگشت و در آنجا به کما رفت و در اوت ۲۰۰۴ درگذشت.

## کیش شخصیت
بر اساس سیستم موقعیتی که کره شمالی نسبت داده شده است ، میراث کره ای-ژاپنی کو، او را بخشی از پایین ترین طبقه "متخاصم" کرده است. علاوه بر این، پدرش در یک کارخانه خیاطی برای ارتش امپراتوری ژاپن کار می کرد که به او "پایین ترین ویژگی های قابل تصور" را برای یک کره شمالی داد..
قبل از یک فیلم تبلیغاتی داخلی که پس از به قدرت رسیدن کیم جونگ اون منتشر شد، سه تلاش برای بت کردن کو، به سبکی شبیه به کانگ پان سوک ، مادر کیم ایل سونگ، و کیم جونگ سوک ، انجام شد. کیم جونگ ایل و همسر اول کیم ایل سونگ . این تلاش های قبلی برای بت سازی با شکست مواجه شد و پس از سکته مغزی کیم جونگ ایل در سال ۲۰۰۸ متوقف شد.
ساخت یک فرقه شخصیت در اطراف کو با مشکل ترانه بد او به دلیل مادر ژاپنی اش مواجه می شود، حتی اگر معمولاً توسط پدر منتقل شود. علنی کردن هویت او می توانست سلسله خونی خالص خانواده کیم را تضعیف کند،  و پس از مرگ کیم جونگ ایل، اطلاعات شخصی او از جمله نام او به اسرار دولتی تبدیل شد. نام واقعی و سایر مشخصات شخصی کو در کره شمالی به طور علنی فاش نشده است و از او به عنوان "مادر سونگون کره بزرگ" یا "مادر بزرگ" یاد می شود.
در سال ۲۰۱۲، کیم جونگ اون برای کو در تائونگسان آرامگاهی ساخت. 